# Lesley Turner
Lesley Rosemary Turner Bowrey, avstralska tenisačica, * 16. avgust 1942, Trangie, Novi Južni Wales, Avstralija.
Lesley Turner je v karieri osvojila trinajst turnirjev za Grand Slam in se še trinajstkrat uvrstila v finale v vseh konkurencah. V posamični konkurenci je v letih 1963 in 1965 osvojila Amatersko prvenstvo Francije, v finalih je premagala Ann Haydon-Jones in Margaret Court. Na turnirju se je v finale uvrstila še v letih 1962 in 1967, kot tudi v letih 1964 in 1967 na turnirju za Prvenstvo Avstralije. Na turnirjih za Prvenstvo Avstralije se je najdlje uvrstila v polfinale leta 1964, kot tudi na turnirjih za Nacionalno prvenstvo ZDA leta 1967. V konkurenci ženskih dvojic je trikrat osvojila Prvenstvo Avstralije, dvakrat Amatersko prvenstvo Francije ter po enkrat Nacionalno prvenstvo ZDA in Prvenstvo Anglije, v konkurenci mešanih dvojic pa po dvakrat Prvenstvo Avstralije in Prvenstvo Anglije. Leta 1968 se je poročila s tenisačem Billjem Bowreyjem. Leta 1997 je bila sprejeta v Mednarodni teniški hram slavnih.

## Finali Grand Slamov

### Posamično (6)

#### Zmage (2)
| Leto | Turnir                           | Nasprotnica v finalu | Rezultat finala |
| 1963 | Amatersko prvenstvo Francije     | Ann Haydon-Jones     | 2–6, 6–3, 7–5   |
| 1965 | Amatersko prvenstvo Francije (2) | Margaret Court       | 6–3, 6–4        |

#### Porazi (4)
| Leto | Turnir                           | Nasprotnica v finalu | Rezultat finala |
| 1962 | Amatersko prvenstvo Francije     | Margaret Court       | 3–6, 6–3, 5–7   |
| 1964 | Prvenstvo Avstralije             | Margaret Court       | 3–6, 2–6        |
| 1967 | Prvenstvo Avstralije(2)          | Nancy Richey Gunter  | 1–6, 4–6        |
| 1967 | Amatersko prvenstvo Francije (2) | Françoise Dürr       | 6–4, 3–6, 4–6   |

### Ženske dvojice (12)

#### Zmage (7)
| Leto | Turnir                           | Partnerica     | Nasprotnici v finalu                    | Rezultat finala |
| 1961 | Nacionalno prvenstvo ZDA         | Darlene Hard   | Edda Buding Yola Ramírez                | 6–4, 5–7, 6–0   |
| 1964 | Prvenstvo Avstralije             | Judy Tegart    | Robyn Ebbern Margaret Smith             | 6–4, 6–4        |
| 1964 | Amatersko prvenstvo Francije     | Margaret Court | Norma Baylon Helga Schultze             | 6–3, 6–1        |
| 1964 | Prvenstvo Anglije                | Margaret Court | Billie Jean Moffitt Karen Hantze Susman | 7–5, 6–2        |
| 1965 | Prvenstvo Avstralije (2)         | Margaret Court | Robyn Ebbern Billie Jean Moffitt        | 1–6, 6–2, 6–3   |
| 1965 | Amatersko prvenstvo Francije (2) | Margaret Court | Françoise Dürr Janine Lieffrig          | 6–3, 6–1        |
| 1967 | Prvenstvo Avstralije (3)         | Judy Tegart    | Lorraine Robinson Évelyne Terras        | 6–0, 6–2        |

#### Porazi (5)
| Leto | Turnir                      | Partnerica      | Nasprotnici v finalu                    | Rezultat finala |
| 1964 | Nacionalno prvenstvo ZDA    | Margaret Court  | Billie Jean Moffitt Karen Hantze Susman | 3–6, 6–2, 6–4   |
| 1966 | Prvenstvo Avstralije        | Margaret Court  | Carole Caldwell Graebner Nancy Richey   | 6–4, 7–5        |
| 1968 | Prvenstvo Avstralije (2)    | Judy Tegart     | Karen Krantzcke Kerry Melville          | 4–6, 6–3, 2–6   |
| 1976 | Odprto prvenstvo Avstralije | Renáta Tomanová | Evonne Goolagong Helen Gourlay          | 1–8             |
| 1978 | Odprto prvenstvo Francije   | Gail Sherriff   | Mima Jaušovec Virginia Ruzici           | 5–7, 6–4, 8–6   |